# Szabó István (politikus, 1863–1924)
Nagyatádi Szabó István (Erdőcsokonya, 1863. szeptember 17. – Erdőcsokonya, 1924. november 1.) magyar politikus, földművelésügyi miniszter. A legjelentősebb magyar parasztpolitikusok egyike.
Az első országos magyarországi parasztpárt megalapítója, a demokratikus földreform-program kidolgozója 1910-ben, az első paraszti származású képviselő a magyar parlament történetében. A forradalmak után, 1920-ban az ország legnépszerűbb politikusává nőtte ki magát, vezetésével a Kisgazdapárt a legnépszerűbb párttá vált, és az 1920-as nemzetgyűlési választásokon 51,4%-kal abszolút többséget szerzett a Nemzetgyűlésben. 
A nevével fémjelzett Nagyatádi-féle földreform megvalósításáért az 1920-as években földművelési miniszterként folytatott hosszú küzdelmet. Programjának lényege a nagybirtok állami megváltás útján történő kisajátítása volt. Földreformja csak jelentéktelen részben valósulhatott meg a nagybirtokos lobbi ellenállása miatt, akik 1921-ben Bethlen István egyetértésével a médián keresztül a kompromittálására kirobbantott Eskütt-féle panama üggyel lejáratták a közvélemény előtt, majd ezt kihasználva Bethlen taktikus pártegyesítés után háttérbe szorította. 1924-ben, az elhúzódó, és már Bethlennek is kínos Eskütt-ügy tárgyalása idején az ügyben tanúskodni kényszerülő Nagyatádi visszavonult vidéki birtokára, ahol váratlanul elhunyt.

## Életpályája

### Gyermek- és ifjúkora
Szabó István néven született református paraszti családba a Somogy vármegyei Erdőcsokonyán. A Nagyatádi előnevet első nemzetgyűlési képviselővé választásakor kapta. A család, anyagi helyzete alapján, kisbirtokos vagy napszámos család. Az elemi iskola hat osztályának elvégzése után szülei földjén kezdett dolgozni. Sok munkával sikerült kis birtokát tehermentesítenie, némileg gyarapítania. 20 évesen Budapestre vonult be tényleges katonai szolgálatra 3 évre, a világvárossá fejlődő Budapest nagy hatással volt a fiatal István gondolkodására. Leszerelése után visszament falujába, parasztgazdának.

### Parasztgazdából országgyűlési képviselő
Miután némi birtokot gyűjtött, majd 1890-ben, 27 éves korában megválasztották községi bírónak. A nehéz fizikai munka ellenére rendszeresen olvasott újságot, figyelemmel kísérte a politikai eseményeket, s fokozatosan a környező községek bíróinak elismert vezetője lett, és 1904-ben Somogy vármegye törvényhatósági bizottságának tagjává választották. Itt többségében földbirtokosokkal, tőkésekkel és értelmiségiekkel szemben kellett a kisbirtokos képviselőként a parasztság érdekeit képviselnie, ami fejlesztette látókörét, politikai és közigazgatási ismereteit és szónoki képességét. Ekkor a Függetlenségi Párt híve, ám a koalíciós kormányzás alatti csalódások ráébresztették, hogy a parasztság érdekeit csak a parasztság önálló pártja képviselheti.
1908 januárjában létrehozták a Somogy megyei Kisgazdák Egyesületét, Szabó István lett az elnöke. A falusi bírókat, a parasztsággal egyetértő papokat, tanítókat, politika iránt érdeklődő birtokos parasztembereket tömörítő egyesület Szabó és társai agitációja hatására pár hónap alatt Somogy vármegye egész parasztságát maga mögé állította.
Somogy vármegye főispánjának jellemzése szerint Szabó István „az egész mozgalom kezdeményezője és lelke [...] ki nagyon figyelemre méltó szónoki képességgel van megáldva, sokat szerepel és különösen a napilapokból szedett témákkal és ismeretekkel igyekszik társaira hatást gyakorolni.”
1908 nyarán a megürült nagyatádi képviselői helyre a környék parasztsága Szabó Istvánt javasolta képviselőjelöltnek. A kétéves mandátumáért nem tülekedtek a hivatásos politikusok, Szabó István a Somogy megyei Kisgazdák Szövetsége programjával könnyedén nyert a függetlenségi jelöltet legyőzve, és lett a magyar parlament történetének első paraszti származású képviselője. Képviselőként kapta előnevét, és lett nagyatádi Szabó István.
Első képviselőházi beszédében kérte képviselőtársait, hogy a földművest ne parasztnak, hanem kisgazdának nevezzék, mivel a Dunántúlon a paraszt szó becsmérlő értelmű.

### Politikai programja 1909-ben

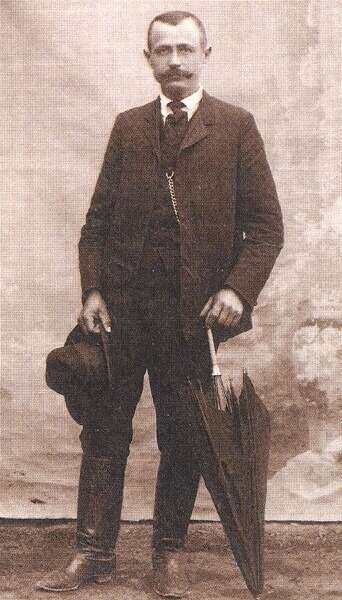
Nagyatádi Szabó István 1908 körül, a Nemzetgyűlés ülésein is megtartott viseletben, a legendás csizmákban

1909-ben kidolgozta politikai programját. Az agrárszocialistákkal, Áchim L. Andrással és a polgári radikálisokkal szemben nem kívánta a tulajdonviszonyok radikális, esetleg erőszakos megváltoztatását és a politikai rendszer megdöntését. Demokratikus polgári jogokat és széles körű földreformot hirdetett. A földnélküli parasztok földhöz juttatását a nagybirtokok részleges felparcellázásával, jogszabály alapján megvalósuló földosztás útján képzelte, de a juttatott föld megváltásával és a nagybirtokosok kártalanításával. Nagyatádi a nagybirtokosok számára is elfogadható, demokratikus földreformot képzelt, de a forradalmi korszak után ezzel is az úri Magyarország nagybirtokosainak erős ellenállásába ütközött.
Másik fő célja az általános titkos választójog kivívása Magyarországon. E célkitűzését sem sikerült elérnie, a politikai játszmák során ennek képviseletében nem tudott következetes maradni.
Kritikája elsősorban a hitbizományok, a nagybérlet és az igazságtalan adórendszer ellen irányult, szorgalmazta a szövetkezetek alapítását, a telepítést és a nagybirtokok önkéntes és részleges felparcellázását. Mérsékelt maradt a közjogi kérdésekben is, a nemzetiségi kérdésben pedig a hivatalos magyar hatalmi álláspontot tette magáévá.

### Kisgazdapárt alapítás, tovább a parlamentben
Politikai szereplésével elnyerte a vagyonosabb, főként dunántúli parasztság támogatását és lehetséges szövetségesükként tekintettek rá az agráriusok is. 1909-ben Szentgálon megalapította az első kisgazda pártot Országos Kisgazda- és Földműves Párt néven. A párt 18 pontos programnyilatkozata egyértelműen haladó és demokratikus volt: az általános titkos választójogot, a progresszív adót, a latifundiumok és hitbizományok megváltással való kisajátítását követelte. 1910-ben már harmadmagával jutott pártja képviseletében a parlamentbe. A párt 1909-es programjából kissé visszahátrált, pártját érdekképviseletként fogalmazta meg, amely nem vitatja el a magyar úri rend általános politikai vezető szerepét. Az országgyűlés alakuló ülésén mondott, több mint egyórás beszédéről a korabeli lapok nagy elismeréssel írtak:
Ma a nép hangját hallottuk a képviselőházban. A grófok és köztük Tisza István meglepetve hallgatták ezt a parasztszózatot. Egy egyszerű földmíves gazda tükröt tartott a ház elé, hadd lássa meg benne a mai közigazgatás, a mai törvényhozás és a mai falunak az életét.
Hamarosan megtelik az ülésterem, mert híre szaladt a folyosón, hogy odabent nagyon okos dolgokat mond egy   csizmás, lehajtott gallérú, somogyi ízzel beszélő ember. Szabó István beszélt, a nagy atádi, aki a gazdapárt   feliratát és álláspontját fejtegette. Valahogy már az első mondataival szétverte a teremben lógó álmosságot, hangja, ez az öblös, hajlékony, telten csengő orgánum, betöltötte a levegőt és friss színeket szórt a szürkeségbe egyszerűen, természetesen hömpölyögtek egymásután a gömbölyű kerek mondatok és vitték szét Szabó István keresetlen igazságait.

### Őszirózsás forradalom és tanácsköztársaság idején
Az 1918 őszén bekövetkezett őszirózsás forradalommal Nagyatádi nem értett egyet, és haza tért falujába, Erdőcsokonyára. Az ekkorra országos tekintélyű parasztvezért azonban meghívták a készülő földreform előkészítő tárgyalásaira, majd a Károlyi Mihály-kormány lemondása után alakuló Berinkey-kormányban 1919 januárja és márciusa közt a földreform ügyeinek intézésével megbízott tárca nélküli, majd népgazdasági miniszter lett. Emiatt a Horthy-korszak kezdeti hatalmi csatározásaiban próbálták támadni, siker nélkül.
A Tanácsköztársaság idején visszahúzódott falujába, a proletárdiktatúrával semmiféle közösséget nem vállalt. 1919 januárjában, amikor Bethlen és Gömbös körül szerveződnek az úri Magyarország köztársaság ellenes erői, Nagyatádi egy pillanatig ingadozik, végül az úri konzervatívok mellett dönt, és egyesül a hamarjában létrehozott nagybirtokos párttal, a Földműves Párttal.

### Forradalmak után, a Horthy-korszak kezdete
A proletárdiktatúra bukását követő időszakban Nagyatádi kisgazdapártja az ország legerősebb pártja, ő pedig az ország legnépszerűbb politikusa. A Tanácsköztársaság bukása utáni alakult első, szakszervezeti kormányt vezető Peidl Gyula, az antant bécsi képviselőinek tett ígéretének megfelelően koalíciós alapon, haladó polgári politikusokkal akarta kiegészíteni kormányát, s ezért tárgyalt Nagyatádi Szabó Istvánnal is. Mielőtt a koalíciós kormányzás létrejöhetett volna, augusztus 6-án a Friedrich István-féle puccs a Peidl-kormányt megszüntette. A Friedrich-kormányban földművelésügyi miniszteri tárcát kapott. Minisztersége rövid életű volt, augusztus 27-én a Friedrich kormányt ismét átszervezték, s ebben a földművelésügyi tárcát a radikális földreformot követelő Nagyatádi helyett Rubinek Gyula kapta. A háború és forradalmak alatti földreform ígéretekből kiábrándult falusi szegénység, most a nemzeti jelszavakat hangoztató új kormányzattól várta a földreform megvalósítását. Egy mérsékelt földreformot a nagybirtokosok többsége is elkerülhetetlennek látott, ennek előkészítését azonban jobbnak látta a mérsékelt Rubinek Gyula kezében tenni, aki egyúttal a nagybirtokosok érdekképviseleti szervének, az Országos Magyar Gazdasági Egyesületnek (OMGE) a főtitkára is volt.
A mindeközben Szegeden majd Siófokon szerveződő, Horthy vezetése alatt álló ellenforradalmi erők egyik legfontosabb ellenfelüknek tekintik a Kisgazdapártot. 1919 szeptemberében a valódi hatalmat egyre inkább kézben tartó, az Antant által támogatott és kormányzói posztra szánt Horthy fővezér tárgyalásra hívja Nagyatádit Siófokra. A tárgyalást követően Nagyatádi támogatni kezdi Horthy kormányzói kinevezését. Egyesek feltételezik, ennek fejében próbálta Horthyt elkötelezni a kisgazda agrárprogram és mindenekelőtt a földreform megvalósítása mellett.
Horthyéknak a nemzetgyűlési választások előtt a legitimista KNEP-pel szemben kellett egy erős, egységes kisgazdapárt, amely a szabad királyválasztást támogatja. Horthy némi nyomására Nagyatádi belemegy az általa a pestiek által a gazdák megtévesztésére kreált, Szabó István-hasonmás pártnak tartott Rubinek Gyula-sokorópátkai Szabó István féle Egyesült Kisgazda és Földműves Párttal való egyesülésbe. 1920-ban a nemzetgyűlési választásokat az egyesüléssel létrejött Országos Kisgazda- és Földmíves Párt biztos fölénnyel nyerte, Bethlen István pártja (KNEP) előtt, és 51,4%-ot, ezzel abszolút többséget szerzett a Nemzetgyűlésben. Mégsem ő lesz a miniszterelnök. Nagyatádi helyet kap a gyorsan cserélődő kormányokban (Simonyi-Semadam-kormány, Teleki-kormány) majd a Bethlen-kormányban is, és 1920–21 és 1922–24 között is földművelésügyi miniszter.

#### „Csizmás képviselők” élén a parlamentben
A forradalmak előtti úri parlamenthez képest jelentős változás volt a Nagyatádi vezette paraszti származású képviselők tömeges jelenléte, akikre az úri képviselők kezdetben lenézően tekintettek. A tüntető paraszti öntudattal a parlamentbe is csizmában járó (Nagyatádi is!) kisgazdák azonban kiváló vita- és előadókészségükkel hamar nehéz parlamenti csatákra kényszerítették úri képviselőtársaikat.

#### Földreform: küzdelem a törvényért
Nagyatádi a legerősebb párt vezetőjeként és miniszterként végre hozzá akart látni széles körű földreform programja végrehajtásához. Ez azonban a nagybirtokokból vett volna el, ezért a nagybirtokos erők minden elképzelhető módon akadályozták érdemi földreform véghezvitelét. Bethlenék részéről a taktikázás, időhúzás, ígérgetés, fenyegetőzés, nyomásgyakorlás, a törvény gyengítése, a végrehajtás szabotálása a dzsentri tisztviselő rétegen keresztül, végül a korrupciós üggyel való lejáratási kampány a földreform teljes meggyengítéséhez, másrészről Nagyatádi lemondásához majd hamarosan bekövetkező halálához vezettek.
Közben a királypuccs leverése miatt a királyválasztók támogatását elvesztő Bethlen-párt átmenetileg meggyengült, Bethlen kénytelen a gyenge földreformmal lejáratott és háttérbe szorított kisgazdákhoz közeledni. Ám távlati célja marad: pártegyesítés, majd a Kisgazdapárt felmorzsolása a közös párton belül.
Emellett kisebb figyelmet kap, hogy Nagyatádi minisztersége alatt sikeresen megkezdődött az Alföld fásítása, csatornázási és öntözési programok indultak, szövetkezetek és téli mezőgazdasági iskolák jöttek létre.

#### Eskütt-féle panama ügy Nagyatádi lejáratására
1921-ben a nagybirtokos lobbi Nagyatádi Szabó ellen lejárató koncepciós ügyet szervezett, a jól ismert módszerrel. Általánosan tudott volt, hogy a minisztériumok, hatóságok működését bizonyos mértékű korrupció kíséri, melyekből sohasem lesznek ügyek. Nagyatádi minisztériumában ilyen gyakorlat alakult ki, amikor mezőgazdasági termékekre exportengedélyeket adtak ki kenőpénz ellenében. (1921-ben a mezőgazdasági nyersanyag-hiány mérséklésére a kormány kiviteli engedélyhez kötötte az ilyen árucikkek exportálását. Az intézkedés teret nyitott a korrupciónak, amelyben gyakorlatilag minden fontosabb kormánytag, így Nagyatádi is érintett volt.) A pénzek ráadásul a Kisgazdapárt kasszájába vándoroltak.
Az ügy kirobbantása feltételezhetően a kormányfő, Bethlen támogatásával indult, aki a kormányon belül Nagyatádival szemben a nagybirtokosi érdekeket képviselte. Bethlen, sajtófőnöke, Eckhardt Tibor javaslatára, a média útján kipattintotta a korrupciós ügyeket. Fővádlottként a közvetlen bizonyítékokkal vádolható Eskütt Lajost, Nagyatádi titkárát fogták perbe exportengedélyekért adott kenőpénz elfogadásáért. A letartóztatott Eskütt a nyomozás során Nagyatádira is terhelő vallomást tett. A közvélemény előtt nem volt kétséges, hogy a 25 éves, beosztott Eskütt Nagyatádi utasítására cselekedett, az ügy jelentősen megtépázta Nagyatádi népszerűségét és politikai erejét.

#### Bethlen „elfoglalja” Nagyatádi pártját – pártegyesítés
A botrány hatása alatt Nagyatádi kiszolgáltatottá vált Bethlen István politikai törekvéseivel, elsősorban a Kisgazdapárt felmorzsolását célzó pártegyesítési elképzeléssel szemben. A fokozódó nyomásra Nagyatádi feladta a titkos választójog programját, és 1922-ben belement pártja egyesítésébe Bethlen konzervatív-keresztény „úri” pártjával (KNEP), Egységes Párt néven. Az új párt elnöke névleg Nagyatádi-Szabó István maradt, és 1924-es haláláig Nagyatádinak mindig „járt” a kisgazda miniszteri poszt, ám Bethlen befolyása innentől megnőtt.
Az új Egységes Párt agrárpártból széles gyűjtőpárttá válva megnyerte az 1922-es választásokat, így Bethlen folytathatta konszolidációs politikáját. Bár a párt hivatalos irányvonala a kisgazdákéhoz állt közelebb, a valóságban azonban Bethlen fokozatosan átformálta a konzervatív-keresztény politikai erők és saját konszolidációs elképzeléseihez.

#### Az Eskütt-ügy felélesztése
Közben az Eskütt-ügy már 3 éve húzódva leülni látszott. Ekkor Bethlen politikai ellenfelei újra felélesztették a panamaügyet, hisz azok már nem csak Nagyatádit, hanem a párttárssá lett Bethlent is sújtották. Bethlen próbálta eltussolni az ügyet, Esküttnek titkos egyezségeket, pénzt és emigrálási lehetőséget kínáltak. Ám ő visszautasította, helyettük rehabilitációt és mandátumot követelt.
1924-ben megindult az Esküt-ügy tárgyalása. Nagyatádit szintén beidézték tanúként. De még előtte Eskütt Lajos súlyosan terhelő vallomást tett Nagyatádira. Ekkor Nagyatádi heves szemrehányást tett Bethlennek: „Most már világosan látom, hogy csak játékszer voltam az urak kezében...” Ezután lemondott miniszteri tárcájáról és szülőfalujába vonult vissza, majd 10 nap múlva otthonában váratlanul meghalt 1924. október 31-én.
A bíróság Esküttet 5 évre ítélte. Eskütt a szabadulása után is bizonyítani próbálta igazát, majd – egyesek szerint, kényelmetlenné válva az érintett felsőbb köröknek – 1933-ban elmegyógyintézetbe zárták, ahonnan csak 1938-ban engedték ki, végül Eskütt 1957-ben, elfeledve halt meg.

#### Nagyatádi váratlan halála (1924)
Nagyatádi váratlan halála (melyet a hivatalos közlemény szerint agyvérzés okozott), Eskütt későbbi elmegyógyintézetbe zárásával párosítva, utólag találgatásokra adott okot. Fölvetődött, hogy, mivel Nagyatádi letartóztatása esetén további terhelő vallomást tehetett volna Bethlenre, Bethlenéknek érdekükben állhatott Nagyatádi váratlan halála. Erre vonatkozóan azonban semmilyen bizonyíték nem került elő.
Temetésén részt vett Horthy és Bethlen is, 1932-ben Gömbös Gyula leplezte le szobrát a budapesti Kossuth téren. (A szobrot és a domborművet 1949-ben eltávolították a térről, csak 1990-ben állították vissza)
Halála után a kisgazdák visszaszorultak az országos politikában, a keresztény-nemzeti erők pedig Bethlennel az 1920-as évek második felére vezető politikai erővé erősödtek, és folytatták a bethleni-konszolidáció politikáját.

## Művei
- A Függetlenségi 48-as Országos Gazdapárt bemutatkozása a parlamentben és a Gazdapárt felirati javaslata. Szabó István (nagyatádi) függetlenségi 48-as gazdapárti országgyülési képviselő parlamenti beszéde 1910. julius hó 9-én; Bercsényi Ny., Bp., 1910 (A Függetlenségi és 48-as Országos Gazdapárt kiadványai)
- Politikai rágalmak és cáfolatok; Országos Kisgazda- és Földmíves-Párt, Bp., 1919
- A Kisgazdapárt és a Habsburgok trónvesztése. Kószó István, Kováts J. István, Dömötör Mihály beszéde a nemzetgyűlésen, Nagyatádi Szabó István beszéde Kossuth sírjánál; Bethlen Ny., Bp., 1921
- Nagyatádi Szabó István beszéde a párt miskolczi zászlóbontásán; Stádium Ny., Bp., 1922 (Politikai beszédek)

## Elismerései
- Makó város díszpolgári címmel ismerte el munkásságát.[9]

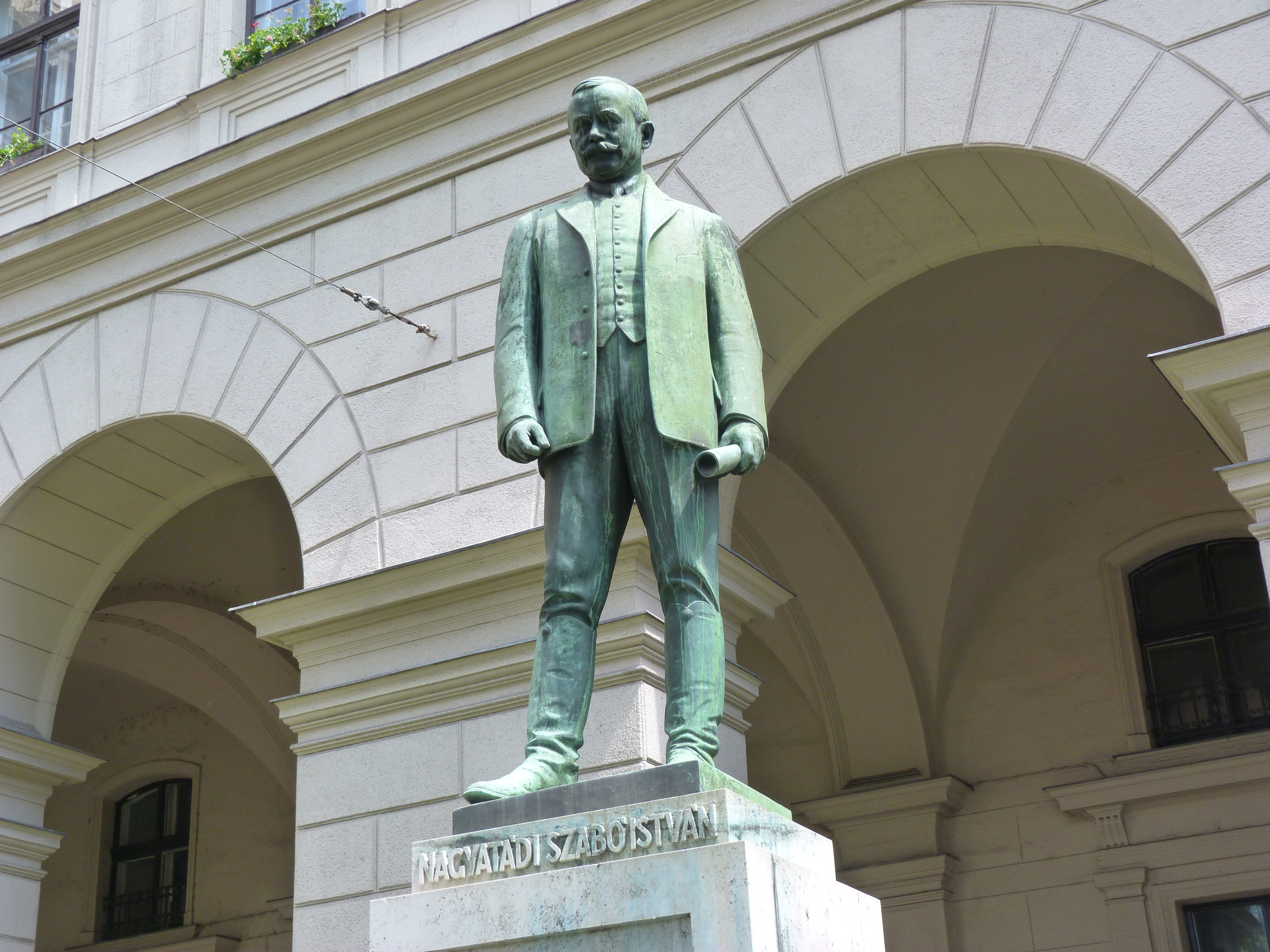
Nagyatádi Szabó István szobra a fővárosi Kossuth téren

## Érdekességek
- Móra Ferenc Eladók a nagyatáderek... című publicisztikája szerint az 1920-as években nagyatáder néven emlegették Makó környékén, Nagyatádi Szabó István neve nyomán azt a fajta könnyű paraszthintót, amely „rugóra járt, de megtartotta a régi vasaskocsi formáját, ki volt vágva az oldalán, mint a szolgabíró kocsija, de ha a kivágást egy betoldható deszkalappal elzárták, akkor be lehetett rajta fuvarozni a tököt is”; ezzel együtt mégsem váltak be, „mert a rugós kocsi nem való tapasztóföld szállítására, és vagy násznépet nem lehet rajta hordani, vagy trágyát, holott az élet mindkettőt megkívánja”. Az író ugyanakkor leszögezi: „Ha azonban praktice nem is vált be a nagyatáder nevű kurzus-szekér, mindenesetre érdekesen karakterizálja a kort, amely kitalálta.”
- Tisza István Nagyatádi Szabó Istvánról: „Erős elme, erős lélek, erős akarat, erről még hallani fogtok!”[10]

## Kapcsolódó oldalak
- Eskütt-féle panama
- Országos Kisgazda- és Földmíves Párt
- Horthy-korszak